# Мика Сугимото
Мика Сугимото (јап. 杉本 美香; Итами, 27. августа 1984) је јапанска репрезентативка у џудоу.
У каријери је имала 85 регистрованих борби од којих је добила 63 (74,1%). До сада је учествовала на 48 међународних такмичења.
На Летњим Олимпијским играма у Лондону 2012. године је освојила је сребрну медаљу у категорији преко 78 кг.

## Олимпијске игре 2012.
На Летњим Олимпијским играма је остварила 3 победе и пораз освојивши тако сребрну медаљу. У првом колу је била слободна, док је у другом колу победила Ђовану Бланко из Венецуеле са 100-000. У четвртфиналу је била боља од Бразилке Марије Сулен Алтеман такође са 100-000. У полуфиналу је играла са домаћом такмичарком Карином Брајант коју је победила са 0011-0002. У борби за златну медаљу изгубила је од Кубанке Идалис Ортиз пошто је добила један казнени поен.

## Важнији резултати
| Такмичење               | Дисциплина    | 1. коло                | 1/8 финала                 | 1/4 финала                  | Полуфинале                    | Финале                     | Репасаж 1          | Репасаж 1/4 финале | Репасаж полуфинале | Борба за бронзу      | Поз.     |
| Такмичење               | Дисциплина    | Противник Резултат     | Противник Резултат         | Противник Резултат          | Противник Резултат            | Противник Резултат         | Противник Резултат | Противник Резултат | Противник Резултат | Противник Резултат   | Поз.     |
| ----------------------- | ------------- | ---------------------- | -------------------------- | --------------------------- | ----------------------------- | -------------------------- | ------------------ | ------------------ | ------------------ | -------------------- | -------- |
| Азијско првенство 2004. | отворена кат. |                        |                            |                             |                               |                            |                    |                    |                    |                      | 2. место |
| Азијско првенство 2005. | +78 кг        |                        |                            |                             |                               |                            |                    |                    |                    |                      | 1. место |
| Азијско првенство 2005. | отворена кат. |                        |                            |                             |                               |                            |                    |                    |                    |                      | 1. место |
| Азијско првенство 2008. | отворена кат. |                        |                            |                             |                               |                            |                    |                    |                    |                      | 1. место |
| СП 2008.                | отворена кат. |                        | Андол (FRA) · ПОБ          | Ћан (CHN) · ПОБ             | Ивашенко (RUS) · ИЗГ          |                            |                    |                    |                    |                      | 3. место |
| СП 2010.                | +78 кг        | Прокофјева (UKR) · ПОБ | Донгузашвили (RUS) · ПОБ   | Љу (CHN) · ПОБ              | Ортиз (CUB) · ПОБ             | Ћан (CHN) · ПОБ            |                    |                    |                    |                      | 1. место |
| СП 2010.                | отворена кат. | Сунг (CHN) · ПОБ       | Ортиз (CUB) · ПОБ          | Дорјготов (MGL) · ПОБ       | Лебрун (FRA) · ПОБ            | Ћан (CHN) · ПОБ            |                    |                    |                    |                      | 1. место |
| СП 2011.                | +78 кг        | Дјата (SEN) · '        | Асела (ALG) · ПОБ          | Ивашенко (RUS) · ПОБ        | Ћан (CHN) · ИЗГ               |                            |                    |                    |                    | Тачимото (JPN) · ПОБ | 3. место |
| СП 2011.                | отворена кат. | Слоб.                  | Абро (CUB) · ПОБ           | Соколова (RUS) · ПОБ        | Тунг (CHN) · ИЗГ              |                            |                    |                    |                    | Ћан (CHN) · ПОБ      | 3. место |
| ЛОИ 2012.               | +78 кг        | Слоб.                  | Бланко (VEN) · ПОБ 100-000 | Алтеман (BRA) · ПОБ 100-000 | Брајант (GBR) · ПОБ 0011-0002 | Ортиз (CUB) · ИЗГ 0001-000 |                    |                    |                    |                      |          |